# Idar-Oberstein
Idar-Oberstein là một thị trấn thuộc quận Birkenfeld ở Rhineland-Palatinate, Đức. Là một thị trấn lớn của huyện, nó đảm nhận một số nhiệm vụ do chính quyền cấp huyện đảm nhận cho các cộng đồng nhỏ hơn trong huyện. Thị trấn Idar-Oberstein ngày nay là kết quả của hai cuộc cải cách hành chính vào năm 1933 và 1969, trong đó nhiều cộng đồng được hợp nhất thành một cộng đồng. Tuy nhiên, các quận riêng lẻ vẫn giữ được bản sắc ban đầu của chúng, ngoài đặc điểm có phần đô thị hơn ở Idar và Oberstein, quay trở lại lịch sử của các quận riêng lẻ với tư cách là một ngôi làng nông thôn. Idar-Oberstein được biết đến như một thị trấn đá quý, nhưng cũng là một thị trấn đồn trú. Nó cũng là thành phố lớn nhất ở Hunsrück. 

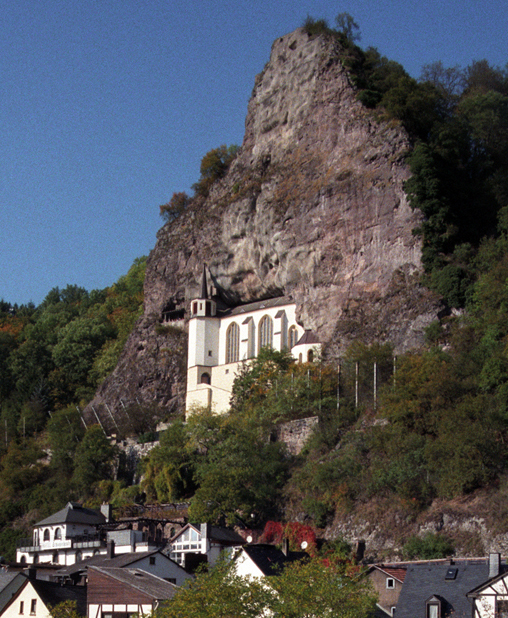
Felsenkirche, nhà thờ, biểu tượng của thành phố.

## Kết nghĩa
Idar-Oberstein kết nghĩa với các thành phố sau:
- Achicourt (Pháp) từ năm 1966
- Les Mureaux (Pháp) từ năm 1971
- Margate (Đảo Anh) từ năm 1981
- Goiânia (Brasil) từ năm 2004